# Mirabela Dina
Ana Mirabela Dina (Craiova, 31 janvier 1976) est une pianiste roumaine, installée en Allemagne.

## Formation et carrière
Mirabela Dina reçoit ses premières leçons de piano à l'âge de quatre ans et travaille à Bucarest avec Ioana Minei et Ana Pitis. En 1986, elle fait ses débuts en tant que concertiste avec  la philharmonie de Craiova, avec le concerto pour piano en ré majeur de Joseph Haydn. Dès 1984, elle est lauréate du concours de piano de Stresa en Italie (1er prix), puis à Cantù, Italie, en 1991 (2e prix) et à Waki, au Japon en 1995 (1er prix). 
Après 1990, elle joue en Italie, en France, en Allemagne, au Royaume-Uni et aux États-Unis, et après son diplôme à Bucarest en 1994, elle étudie en 1995 à la Musikhochschule de Cologne, avec Karin Merle. En 1998, elle donne ses premiers concerts professionnels à Berlin, avec le concerto « du couronnement » KV 537 de Mozart à la Philharmonie de Berlin en compagnie du Deutsches Symphonie-Orchester et à la salle de concert du Gendarmenmarkt, le concerto en si bémol majeur de Johannes Brahms.
En septembre 1999 à Buenos Aires, Mirabela Dina remporte le 1er prix lors du premier Concours international de piano Martha-Argerich. Elle joue par la suite avec Charles Dutoit à Montréal, au Festival de La Roque-d'Anthéron, en France (2000 et 2001), etc. Elle revient en France en 2007, à l'occasion d'un concert à Pleyel dans le cadre d'un « week-end Bach ».
Après avoir enseigné au Conservatoire de Cologne dès 2007, Mirabela Dina est nommée professeur de piano à la Hochschule für Musik de Wurtzbourg en octobre 2017. Elle donne en outre des classes de maître à Barcelone, à Utrecht, à Louvain, à Buenos Aires, à Bucarest et Craiova.

## Discographie
- Enesco, Variations pour deux pianos , op. 5 — dans L'intégrale de l'œuvre pour piano - avec Cristian Petrescu, piano (juillet 1994/mars 1995, 3CD Accord 476 2394) (OCLC 23219295)
- Tchaïkovski, Suite de Casse-noisette, op. 70a (transcription pour deux pianos par Nicolas Economou) - avec Martha Argerich (juin 2003, EMI 4 76871 2)[6] (OCLC 725298238 et 740837326)